# Pârvu Mutu
Pârvu Mutu (12 octombrie 1657, Câmpulung – d. 1735) a fost un zugrav bisericesc și pictor de icoane român, reprezentant de seamă al stilului brâncovenesc. 
Pârvu Mutu s-a născut în Câmpulung. Anii de ucenicie i-a petrecut în Bucovina, după care, revenit în Țara Românească, a pictat mai multe ansambluri murale, în special pentru familia Cantacuzinilor. Printre cele mai importante se numără bisericile din Filipeștii de Pădure, Măgureni, Lespezi, Sinaia, Berca, Bordești și Colțea. 
Adevărat creator de școală în epoca lui Șerban Cantacuzino și Constantin Brâncoveanu, Pârvu Mutu se impune prin desenul remarcabil, coloritul variat și realismul compoziției. Acest din urmă aspect este reliefat mai cu seamă în tablourile votive, dintre care se remarcă cel din pronaosul bisericii „Trei Ierarhi” din Filipeștii de Pădure, unde înfățișează nu mai puțin de 55 de membri ai familiei Cantacuzino. În biserica „Adormirea Maicii Domnului” din Bordești s-a aflat autoportretul său (extras în anii '60 și păstrat, împreună cu tabloul votiv, la Muzeul Național de Artă al României).
Un alt autoportret al său se găsește la Filipeștii de Pădure.
Pârvu Mutu Zugravul a fost proslăvit ca sfânt de către Sfântul Sinod al Bisericii Ortodoxe Române, în ședința din 4-5 iulie 2017, cu numele Sfântul Cuvios Pafnutie – Pârvu Zugravul. Proclamarea canonizării a avut loc la 6 august 2017, în ziua Schimbării la Față a Domnului, la Mănăstirea Robaia. Prăznuirea sa anuală se face pe 7 august.

## Copilăria și anii de formare
Precursor al artei portretului pictat, zugrav și pictor de icoane, Pârvu Mutu a venit pe lume la 12 octombrie 1657, în familia unui preot din mahalaua Vișoi a orașului Câmpulung-Muscel. 
Tatăl său, Ioan Pârvescu (1623-1702) descindea dintr-un neam de preoți - slujitori devotați ai altarului, între care s-a remarcat preotul Ignatie Sârbul, un adevărat erudit, cunoscător a mai multor limbi străine pe care domnitorul Țării Românești, Matei Basarab (1632-1654), l-a considerat unul din sfetnicii săi, numindu-l în 1636, Episcop de Râmnic, iar în iulie 1653 Mitropolit al Ungrovlahiei (1653-1655).         
Mediul familial în care a crescut a fost unul plin de evlavie, micuțul Pârvu, surprinzându-și, adesea, părinții îngenunchiați înaintea icoanelor, rugându-se și închinându-se. El știa din pruncie că ceea ce nu începe cu Sfânta Cruce și nu se isprăvește cu rugăciunea de mulțumire, nu are binecuvântarea lui Dumnezeu. Așadar, în primii ani de viață, copilul deprinde rigoarea unei vieți duhovnicești ordonate și puterea de a învinge toate greutățile, cu ajutorul divinității.
Primind la botez numele nașului său, marele vistier Pârvu Vlădescu, zugravul Pârvu Pârvescu, va deveni cunoscut în arta românească, datorită operei sale vaste în domeniul picturii murale, prin numele de Pârvu Mutu.
Copil fiind, își pierde mama. Tatăl său, preotul Ioan Pârvescu, copleșit de tristețe, se călugărește sub numele de Paisie, dându-l pe micuțul Pârvu să învețe zugrăvia (pictura murală), împreună cu părintele Evghenie, de la Mănăstirea Negru Vodă. Talentul său la desen va fi șlefuit, începând cu vârsta de 12 ani, în Școala de zugrăvie (sau de pictură murală), care funcționa pe lângă Mănăstirea Negru Vodă din Câmpulung, renumit centru cultural și artistic al Țării Românești, așa după cum afirmă Macarie, Patriarhul Antiohiei, care a vizitat-o, în 1658, împreună cu secretarul său, arhidiaconul Paul de Alep.

## Educația
Aici, la Școala de zugrăvie de pe lângă Mănăstirea Negru Vodă din Câmpulung, timp de 6 ani, adolescentul perspicace și talentat Pârvu a fost îndrumat în arta picturii murale de părintele Evghenie, care l-a luat cu el pe schele, punându-i în mâini pensula și scoica pentru amestecat culorile.     
Pârvu Mutu, care potrivit istoricului de artă Victor Bărbulescu, își luase zborul în arta picturii la 24 martie 1669, a fost remarcat de clucerul Tudoran Vlădescu din Aninoasa, nepotul (de frate) al nașului său - marele vistier Pârvu Vlădescu. Acesta l-a trimis pe cheltuiala sa, în Bucovina pentru a se perfecționa în arta picturii murale, învățând tainele acestui meșteșug și descoperind duhul ortodoxiei autentice, de la un vestit zugrav rus, care realiza picturi murale impresionante Motivul pentru care Tudoran Vlădescu l-a trimis pe tânărul Pârvu să-și perfecționeze tehnica, era acela că își dorea ca biserica pe care o va ridica la Aninoasa Muscelului să fie pictată desăvârșit, de către finul familiei sale boierești.
În Bucovina, Pârvu Mutu va lua contact, timp de șase ani, cu impresionanta pictură a bisericilor și mânăstirilor din nordul Moldovei, fiind sedus de frumusețea frescelor ctitoriilor voievodale, ridicate de: Petru Rareș, la Moldovița (1532); Movilești, la Sucevița (1583); Ștefan cel Mare, la Voroneț (1488) și Putna, reconstruită de Vasile Lupu și Gheorghe Ștefan (1654-1662), dar și a excelentelor miniaturi ale lui Anastasie Crimca de la Mănăstirea Dragomirna, din județul Suceava. Toate acestea au contribuit, în mod decisiv, la formarea sa ca artist, el fiind preocupat de descriptivismul scenelor religioase, de expresivitatea figurilor sfinților și de rafinamentul ornamenticii picturii murale bisericești.

## Formarea stilului artistic propriu
O puternică influență  în formarea stilului artistic al tânărului Pârvu au exercitat pictura murală de la Biserica „Sf. Nicolae Domnesc” din Curtea de Argeș, precum și pictura renumitului zugrav târgoviștean Dobromir de la Mănăstirea Curtea de Argeș, ctitoria voievodului cărturar Neagoe Basarab (1512-1521).        
Frescele originale, datând din perioada 1377-1383, ale Bisericii Domnești din Curtea de Argeș, l-au inspirat pe Pârvu Mutu în ordonarea scenelor biblice, constituente în picturile sale murale. Istoricul de artă, Henri Focillon, referindu-se la valoarea artistică a frescelor acestei Biserici, menționa: „Pereții Bisericii Domnești păstrează o rară minune, valoroasă nu numai pentru arta românească, dar și pentru istoria picturii din întreaga Europă; compozițiile care o decorează se numără printre cele mai nobile ansambluri ale acestui Orient european, care a produs în acest domeniu atâtea capodopere”.
Potrivit Teodorei Voinescu (istoric de artă), amprenta stilului compozițional al lui Pârvu Mutu constă în conceperea picturii pronaosului, spațiul rezervat ctitorilor fiind dominant, prin reprezentare în integralitate a lor și a familiei acestora, dar și prin reprezentarea unor scene preluate din surse folclorice, precum scena inorogului, ori a unor scene pitorești de sorginte laică: „fermecătoare grupe de hore și grupuri de lăutari, dar și ilustrații legate de evanghelie.” Pentru a ornamenta stâlpii pridvorului, Pârvu Mutu alege un decor dominant floral-vegetal.

## Biserici pictate de Pârvu Mutu
Desăvârșindu-și pregătirea artistică în Moldova, Pârvu Mutu va începe să picteze frescele Mănăstirii Negru Vodă din Câmpulung, unde, cu ani în urmă, primise primele învățături de la monahul zugrav Evghenie.
Pârvu Mutu a pictat multe ansambluri murale la mănăstiri și biserici din Țara Românească. Printre cele mai importante fresce zugrăvite de el, dintre care unele s-au păstrat până în prezent, se numără cele de la bisericile din: Filipeștii de Pădure, Bordești, Măgureni, Lespezi și Râmnicu Sărat, precum și cele de la Mănăstirea „Negru Vodă” (Câmpulung), Mănăstirea Aninoasa, Mănăstirea Mărgineni, Mănăstirea Poiana, Mănăstirea Lespezile, Mănăstirea Cotroceni, Mănăstirea Sinaia și Mănăstirea Robaia. De asemenea, pictura originală a Biserica „Sfântul Nicolae” - Negustori din București îi aparține.
Pictura lui Pârvu Mutu impresionează prin desenul remarcabil, coloritul variat și realismul compoziției. Acest din urmă aspect este accentuat mai ales în tablourile votive, dintre care se remarcă cel din pronaosul bisericii cu hramul Trei Ierarhi din Filipeștii de Pădure, unde sunt reprezentați nu mai puțin de 55 de membri ai familiei Cantacuzino.
În biserica cu hramul Adormirea Maicii Domnului din Bordești (ctitorie din 1699 a căpitanului Mănăilă, dregător al lui Constantin Brâncoveanu, pictată de Pârvu Mutu, ajutat de Radu Zugravu) s-a descoperit un autoportret al său, în cadrul tabloului votiv (pictura respectivă a fost decupată printr-o tehnică specială anii ’60 ai secolului trecut și se află în prezent la Muzeul Național de Artă al României). În această frescă, neîntrecutul pictor de biserici apare ca un bărbat matur care ține în mâna dreaptă o pensulă, iar în stânga o scoică utilizată pentru amestecarea culorilor. Pictura a fost realizată în anul 1699.
Un alt autoportret al lui Pârvu Mutu se află la biserica din Filipeștii de Pădure.
O altă biserică pictată de Pârvu Mutu, mai puțin cunoscută publicului este biserica Mănăstirii-Cetate Berca, din județul Buzău, cu hramul „Sfinții Arhangheli Mihail și Gavril”, o biserică „înălțată spre cerul credinței în Dumnezeu, la leat 1694, de boierii Cândești care nemuresc în tabloul votiv”, așa cum reiese dintr-o pisanie aflată în pronaos. 
Detașându-se mult de rigiditatea impusă de erminii, Pârvu Mutu se va reprezenta pe portalul ușii către naos a bisericii Mănăstirii Berca, împreună cu soția sa, jupâneasa Teodora. Aceasta lucrase, probabil, ca „zugrav de gros”, alături de soțul ei - „zugrav de subțire”, pe schele, la realizarea scenelor biblice de pe pereții bisericii. Acesta era modul în care Pârvu Mutu își arăta recunoștința față de soția Teodora, „ucenica” sa în arta picturii religioase.
Portretele votive și autoportretele realizate de Pârvu Mutu reprezintă, potrivit specialiștilor, cele mai vechi opere de acest gen din istoria artei plastice românești.   
Receptiv la curentele artistice ale epocii, Pârvu Mutu, supranumit astfel (Mutu), deoarece vorbea cu multă dificultate, dar și pentru că îi plăcea să picteze sfinții, într-o tăcere desăvârșită, se va inspira din izvoarele picturii atonite, din Renașterea italiană, din ecourile barocului, cunoscute, în special, prin intermediul gravurilor, pe care el le-a preluat și le-a prelucrat în stilul său inegalabil, desăvârșindu-și astfel individualitatea artistică.

## Școala de pictură înființată de Pârvu Mutu
În anul 1702, în casa lui din mahalaua Slobozia din București, Pârvu Mutu deschide o școală de pictură unde, cu generozitatea  specifică marilor creatori, a împărtășit din vasta sa experiență, celor dornici să devină meșteri zugravi: Andrei, Marin, Neagoe, Nicolae, Radu, Stan și alții.
Împreună cu o parte dintre ucenici, Pârvu Mutu a realizat impresionanta frescă a Bisericii  din Filipeștii de Pădure, precum și pe cea de la Biserica Negustori din București (1725-1726).
Încântat de profesiunea de dascăl, ce îi aducea multe satisfacții prin zelul discipolilor săi de a descifra tainele picturii, Pârvu Mutu își va semna creațiile artistice realizate în acești ani: „dascălu Pârvu Mutu zugravu”.
Prin concepție și prin realizare artistică, pictura murală religioasă executată de Pârvu Mutu, împreună cu ucenicii săi, se integrează stilului cantacuzinesc și brâncovenesc, de la sfârșitul secolului al XVII-lea și începutul secolului al XVIII-lea, fiind potrivit istoricului de artă I. D. Ștefănescu „o culme a artei ecleziastice autohtone, prin armonia și luxul culorilor îmbogățite de strălucirea aurului”. 
„Într-o varietate și bogăție  de scene, ce se desfășoară ca o adevărată povestire, Pârvu Mutu - așa după cum afirmă Teodora Voinescu în studiul său, consacrat artistului - introduce elemente laicizante, legate de arta îndepărtată a  Renașterii, de ale cărei ecouri în părțile noastre nu era străin, ca și rețete și procedee de tratare pentru redarea perspectivei unor aspecte din viață sau din natură.” În pictura murală executată de artistul câmpulungean este utilizat decorul imprimat pe stuc, conform „modei italiene”, pentru realizarea nimburilor sfinților reprezentați în scenele biblice.

## Icoana „Sfânta Treime”
Înaltă de 80 de cm și lată de 62 de cm, icoana „Sfânta Treime”, imaginând „Treimea la stejarul de la Mamvri/ Filoxenia (ospitalitatea) lui Avram”         <Geneza , XVIII, 1-15>, realizată de Pârvu Mutu este considerată de specialiști „replica românească la „Sfânta Treime”, pictată în 1410, de celebrul pictor de icoane rus al secolului al XV-lea, călugărul Andrei Rubliov (care fusese inițiat în tehnica picturii bizantine de maestrul său, pictorul grec Theophan).  
Datorită remarcabilei sale arte portretistice, zugravul Pârvu Mutu a fost supranumit „Rubliov al românilor”. Profund impresionat de frumusețea acesteia, marele academician Nicolae Iorga consemna într-un studiu consacrat artei naționale: „Cea mai veche și desigur cea mai frumoasă icoană românească represintă pe cei trei îngeri veniți al Avraam... În calitatea și buna orânduire a culorilor, în finețea faldurilor veșmântului, în expresia cu adevărat îngerească a figurilor sunt însușiri care nu se pot găsi oriunde... Țesătura de pe masă e vădit românească. Un mare pictor a lucrat aici și ar trebui ca opera lui bine reprodusă să se găsească în toate casele noastre.”
Cunoscutul istoric, preotul Constantin Bobulescu afirma în lucrarea sa „Vieți de zugravi”, publicată în 1940: „Se simte mâna sigură și dibace a unui maestru de talent, care, în afară de liniile convenționale cerute de desenul erminiei, pune căldură [...] în mânuirea coloritului plăcut ochilor, fără a depăși, însă, prea mult ținuta ierahică cerută de tipic. Carnația figurilor se topește sub mlădierea liniilor de stilizare, iar desăvârșita armonie dintre idee și formă, scapără din ținuta personajelor, cu delicatele lor <fețe> ovale [...]. Icoana aceasta dă naștere la reculegere și adâncă evlavie.”
Astăzi, icoana „Sfânta Treime”, realizată de zugravul Pârvu Mutu se află în cel mai vechi muzeu de artă religioasă din România, organizat la Mănăstirea Sinaia - ctitoria marelui spătar Mihail Cantacuzino.   

## Monahul-artist Pafnutie
În urma morții soției sale Tudora (în 1718), Pârvu Mutu se hotărăște, după o călătorie întreprinsă - alături de cei doi fii ai săi (Pârvu și Gheorghe) - la locurile sfinte din Ierusalim, să îmbrace haina monahală, sub numele de Pafnutie. 
Se retrage la Mănăstirea Mărgineni, unde va continua „cu neostoită râvnă” munca de zugrav (pictor) bisericesc. Paralel cu această activitate, monahul Pafnutie va traduce unele cărți din vasta bibliotecă fondată de familia Cantacuzinilor în această ctitorie a lor - Mănăstirea Mărgineni, unde, de altfel, este înmormântat postelnicul Constantin Cantacuzino.          
Moartea fiului său, călugărul Gherasim (în 1731), rupe definitiv echilibrul sufletesc al monahului-artist Pafnutie, care se hotărăște să-și petreacă restul zilelor la Mănăstirea Robaia din Mușătești (județul Argeș), mănăstire situată într-o pădure seculară, departe de lume. Aici, în anul 1735, se va stinge din viață, fiind îngropat lângă biserica Mănăstirii Robaia, în cimitirul călugărilor.